# Větrovka (usedlost)
Větrovka je zaniklá usedlost v Praze 2 - Vinohradech, v severní části Havličkových sadů severozápadně od usedlosti Gröbovky.

## Historie
Usedlost sousedila s Hamáčkovou, která stála nad ní; a po roce 1843 spolu splynuly. V 60. letech 19. století se stala součástí Gröbovky, byla zbořena a její číslo popisné získala nově postavená Gröbova vila.